# Sheykh Tappeh
Sheykh Tappeh (persiska: شيخ تپّه) är en ort i Iran.   Den ligger i provinsen Golestan, i den norra delen av landet, 300 km öster om huvudstaden Teheran. Sheykh Tappeh ligger 3 meter över havet och antalet invånare är 393.
Terrängen runt Sheykh Tappeh är platt.Runt Sheykh Tappeh är det ganska tätbefolkat, med 139 invånare per kvadratkilometer. Närmaste större samhälle är Āq Qalā, 12,8 km väster om Sheykh Tappeh. Trakten runt Sheykh Tappeh består till största delen av jordbruksmark.